# Johann Niklas Bandelin
Johann Niklas Bandelin (*  2. Dezember 1741 in Rehna; † 9. Februar 1824) war ein deutscher Pädagoge und Dichter.

## Leben
Bandelin war der Sohn des gleichnamigen Predigers an der Klosterkirche Rehna. Er studierte ab 1760 Theologie an der Universität Rostock, ab 1761 in Bützow und nach einer finanziell bedingten Pause ab 1765 an der Universität Göttingen. Nach Jahren als Hauslehrer und erfolglosen Bemühungen um eine Predigerstelle in Mecklenburg wurde er 1778 Lehrer am Katharineum zu Lübeck. 1820 ließ er sich pensionieren. 
Er verfasste Gesänge zur Erbauung, die 1778 in Bützow erschienen und unter dem späteren Titel: Gedichte religiösen Inhalts bis 1817 sieben Auflagen erreichten, die letzte 1817 mit einem Anhang vaterländischer Gedichte versehen. 1820 folgte noch eine Letzte Sammlung geistlicher Gedichte.
1817 wurde er mit der Ehrenmitgliedschaft der Gesellschaft zur Beförderung gemeinnütziger Tätigkeit geehrt.